# Voie ferrée portuaire
 (novembre 2022).

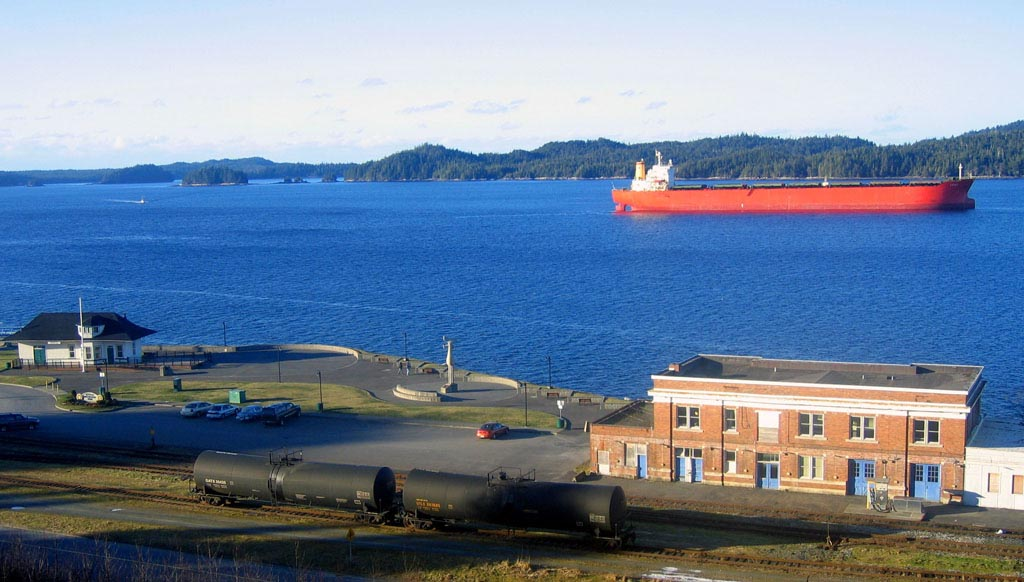
Wagons citerne dans le port de Prince Rupert (Colombie-Britannique).

Les voies ferrées portuaires sont définies comme celles qui, à l'intérieur des limites administratives d'un port ou de la circonscription d'un port pour les ports autonomes, ne relèvent pas du réseau ferré national et participent à la desserte de la zone portuaire.
L'autorité portuaire a de nouvelles[pourquoi ?] compétences pour construire et gérer des voies ferrées, dénommées « voies ferrées portuaires », à l'intérieur des limites administratives du port. Les voies ferrées portuaires peuvent donner accès à des installations terminales embranchées appartenant à des entreprises ayant conclu avec l'autorité portuaire une convention de raccordement.
L'autorité portuaire peut construire et exploiter des installations terminales embranchées n'ayant pas le caractère public des voies ferrées portuaires. De telles voies présentent un intérêt, par exemple, pour des opérations de maintenance propres au port.
En France, ces compétences, qui étaient du ressort de RFF (et avant de la SNCF), ont été transférées [Quand ?] dans le cadre de la décentralisation et de la révision du code des ports maritimes. Les autorités portuaires peuvent donc dorénavant faire appel à des opérateurs privés pour l'exploitation et la maintenance des voies ferrées des ports.
Jusqu'à aujourd'hui[Quand ?] les voies des ports des clients desservis étaient rattachées sous forme de convention d'embranché à une « voie mère », convention passée avec la SNCF, puis avec RFF.